# Беленький, Александр Гедальевич
Алекса́ндр Геда́льевич Бе́ленький (род. 2 июня 1963, Москва, РСФСР, СССР) — российский спортивный журналист и телекомментатор. Автор нескольких книг. Специализируется на боксе.

## Биография
Родился 2 июня 1963 года в Москве в еврейской семье учителя английского языка А.С. Беленькой и экономиста Г. Я. Беленького.
Закончил МГПИ им. Ленина в 1985 году по специальности учитель английского и немецкого языков (факультет английского языка). Боксом и другими единоборствами занимался на протяжении первых четырёх лет учёбы в институте. По воспоминаниям друзей по институту, ходил с постоянно разбитыми руками и лицом, что, впрочем, не мешало хорошей учёбе.
В 1985—1986 годах проходил службу в армии в Ленинграде и Ленинградской области. Впечатления этого периода отразились в произведениях «Мари» и «Армейские байки».
В 1987—1988 годах работал преподавателем английского языка на городских курсах.[уточнить]
С 1988 по 1999 год работал переводчиком, в том числе синхронистом.
С 1991 года на протяжении 24 лет работал в газете «Спорт-Экспресс» обозревателем по боксу.
Параллельно работал комментатором по боксу на телеканалах «Спорт» (2003—2005), РЕН ТВ (2006—2012), «Боец» (2012—2015).
Причина ухода с телеканала «Спорт» — конфликт с генеральным директором Василием Кикнадзе.
Работал комментатором на Олимпийских играх 2004 года (на телеканалах «Россия» и «Спорт») и 2016 года (на телеканале «Россия-1»).
Сотрудничает с различными каналами ТВ и радио в качестве приглашённого эксперта.
С октября 2007 года по июль 2016 года вёл блог на платформе liveinternet.ru, где размещал не только материалы о боксе, но и неспортивный контент: посты об искусстве и культуре, о политике и жизни.
В январе 2016 года сменил платформу на Facebook.
Его увлечённость историей и культурой Европы привела к четырёхлетнему сотрудничеству (2014—2018) с журналом, а впоследствии и сайтом «Коммерсантъ-Деньги» в качестве автора цикла статей о культуре, истории и европейском искусстве, например, «Дети из античной семьи» (о великих родах средневекового Рима в прошлом и в наши дни), «Сделано на Вермеере» (о талантливом подделывателе работ Вермеера Хане ван Меегерене), «Контрабандисты в отчаянии» (об истории чайных гонок парусников в XIX веке), «Париж, разрушенный Османом» (о перестройке Парижа под руководством барона Османа, в двух частях), «Коллекция Фрика» (о Галерее Фрика и противоречивой личности ее создателя-коллекционера), «Нас возвышающий тиран» (о римском императоре Адриане), «Верховные строители» (о великих дворцовых комплексах Европы) и др.
10 июля 2018 года Беленький пережил инсульт, после чего проходил лечение в 15-й городской больнице, Некрасовке и реабилитационном центре в Монино. На февраль 2019 года продолжал проходить курс реабилитации дома.
Вернулся к журналистской работе в сентябре 2018 года. С апреля 2019 года работает обозревателем на сайте Федерации бокса России.
В 2018 году выпустил в издательстве АСТ художественную книгу — роман «Мари».
В 2013 году издана книга «Бегство в Венецию», написанная А. Беленьким совместно с женой в форме эссе об Италии, её городах и людях, оформленная авторскими фотографиями.
С 1996 года состоит в браке с Ларой Леонтьевой, журналисткой, преподавательницей итальянского языка.

## Книги
- «Бокс. Большие чемпионы» (Москва, изд-во Астрель, первое издание — 2004 г., трижды переиздавалась, последний раз — в 2008 г.)
- «Золотые братья Кличко» (2006, Москва, Издательский дом «Секрет фирмы»)
- «Властелины ринга. Бокс на въезде и выезде» (2011, Москва, издательства АСТ, Астрель, ВКТ, — сборник лучших статей разных лет)
- «Армейские байки» (участие в литературном сборнике (2012, Астрель-СПб) с рассказом «Майор Шухер и прапорщица Соколинская»)
- «Бегство в Венецию. Невероятное путешествие по Италии» (в соавторстве с Ларой Леонтьевой (2013, АСТ))
- «Мари» (Москва, изд-во АСТ, 2018)